# Bergdorf Goodman
Bergdorf Goodman es una tienda por departamento, o gran almacén, lujosa, con sede en Midtown, Manhattan en la Ciudad de Nueva York. Bergdorf es propiedad de Neiman Marcus.

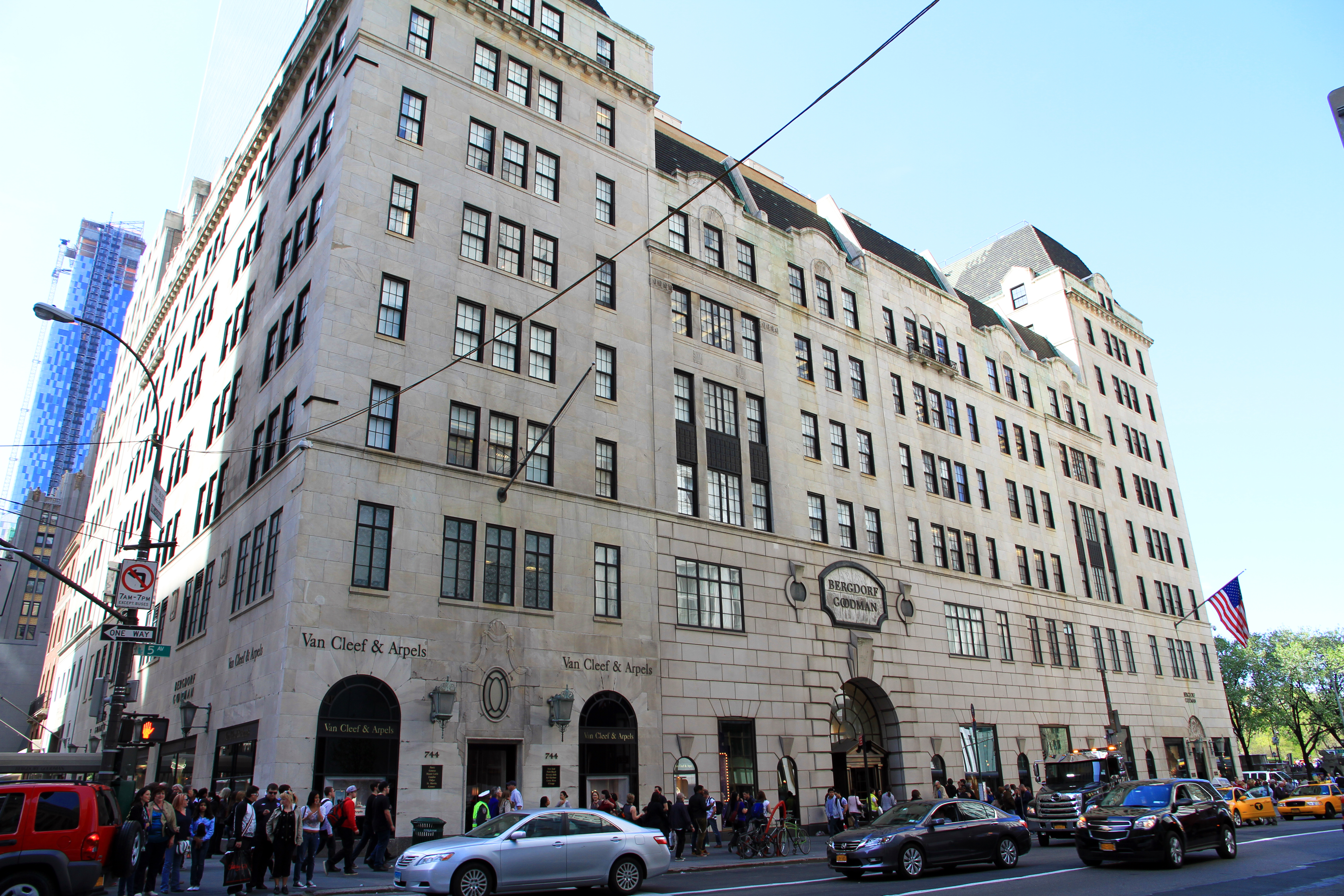
Bergdorf Goodman

## Historia

### Inicios
La compañía empezó en 1899 cuando Herman Bergdorf, un inmigrante de Alsacia, abrió una sastrería en Union Square en el centro de Manhattan. Edwin Goodman, un empleado de Bergdorf, compró en 1906 la tienda localizada en el distrito "Ladies' Mile", luego se movieron a la ubicación actual de la Quinta Avenida. En 1914, Goodman se convirtió en el primer modista Prêt-à-porter, convirtiendo a Bergdorf Goodman un destino para los modistas estadounidenses y franceses. En 1928 la tienda se movió a su ubicación actual en la 5.ª Avenida y la Calle 58, construyendo su tienda art déco en el sitio de la mansión de William K. Vanderbilt. Con Andrew, hijo de Goodman, como presidente, la tienda abrió una tienda de pieles, desarrolló el exitoso perfume de Bergdorf Goodman Number Nine, y creó a Miss Bergdorf, una línea prêt-à-porter para clientes jóvenes. Edwin Goodman se retiró de la compañía en 1953.

### 1960-1990
La tienda por departamentos pasó por una importante caída a partir de comienzos del decenio de 1960 y a finales del decenio de 1970 e incluso intentó construir sucursales, aunque en 1972 sólo se construyó una tienda, en las cercanías de White Plains Road en 1972. . En 1981 esta ubicación luego pasó a ser una tienda Neiman Marcus. Para combatir con la mala imagen que tenían, en 1975 la empresa contrató a Alba Mello como Vicepresidenta de la moda. Ella tuvo éxito en revitalizar la tienda conservadora y fue elegido presidente en 1984. Dejó su puesto en 1989 para trabajar en la casa de modas italiana Gucci, aunque regresó a su puesto de presidenta en 1994.

### 1990-presente
La Presidenta y la Directora ejecutiva Ira Neimark expandió la tienda tres veces durante los años 1990. En 1990 se movió la tienda para caballeros a través del antiguo espacio FAO Schwarz en el 745 de la Quinta Avenida. Esta medida permitió más espacio para las prendas femeninas. En 1997, el penthouse en el noveno piso del edificio (anteriormente la residencia de la familia Goodman) fue convertido en el spa llamado "John Barrett Salon and Susan Ciminelli Day Spa". En 1999, abrió el Beauty Level en el primer piso, que ofrecía un lujoso spa y un Goodman's Café, sirviendo almuerzos después del té. En 2002, Bergdorf Goodman pasó por varias renovaciones importantes, durante la cual los artesanos hicieron una espectacular restauración del piso principal de la tienda femenina. En 2003, la tienda introdujo nuevas boutiques como Chanel, Giorgio Armani, Gucci y Yves Saint Laurent. Las competencias de Bergdorf's incluye a las tiendas exclusivas como Barneys New York, Saks Fifth Avenue, y Neiman Marcus

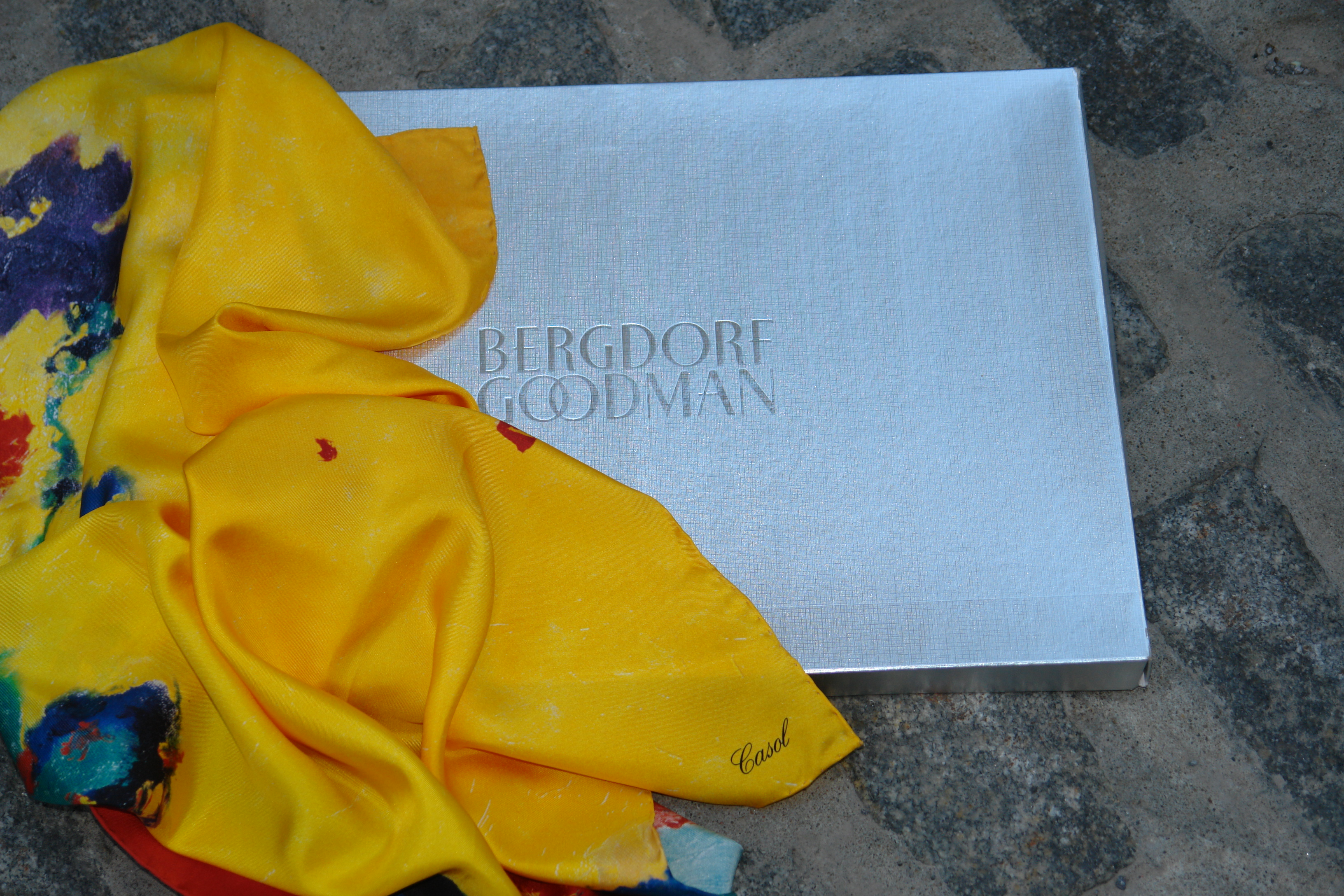
Una caja de regalos con listones dorados de Bergdorf Goodman